# Korte Lontjes
Korte Lontjes was een televisieprogramma van de NCRV dat werd uitgezonden van juli tot september 2007. Het telde acht afleveringen en werd gepresenteerd door Jetske van den Elsen. In het programma deed Van den Elsen onderzoek naar het kookpunt van de gemiddelde Nederlander. Waar kunnen Nederlanders vooral wel of juist niet tegen? Bij dit onderzoek werd zij bijgestaan door een Bekende Nederlander. Achtereenvolgens waren dit Henk Westbroek, Jochem Myjer, Humberto Tan, Erik Hulzebosch, Giel Beelen, Syb van der Ploeg, Harm Edens en Pierre Wind.